# Shangshi (köpinghuvudort i Kina, Hubei Sheng, lat 31,94, long 113,23)
Shangshi är en köpinghuvudort i Kina. Den ligger i provinsen Hubei, i den centrala delen av landet, omkring 180 kilometer nordväst om provinshuvudstaden Wuhan. Antalet invånare är 42 169. Befolkningen består av 20 786 kvinnor och 21 383 män. Barn under 15 år utgör 12,0 %, vuxna 15-64 år 77 %, och äldre över 65 år 9,0 %.
Runt Shangshi är det ganska tätbefolkat, med 239 invånare per kvadratkilometer. Närmaste större samhälle är Tangxian, 11,8 km väster om Shangshi. Trakten runt Shangshi består till största delen av jordbruksmark.
Genomsnittlig årsnederbörd är 1 128 millimeter. Den regnigaste månaden är september, med i genomsnitt 179 mm nederbörd, och den torraste är december, med 10 mm nederbörd.